# 希维德尼察街

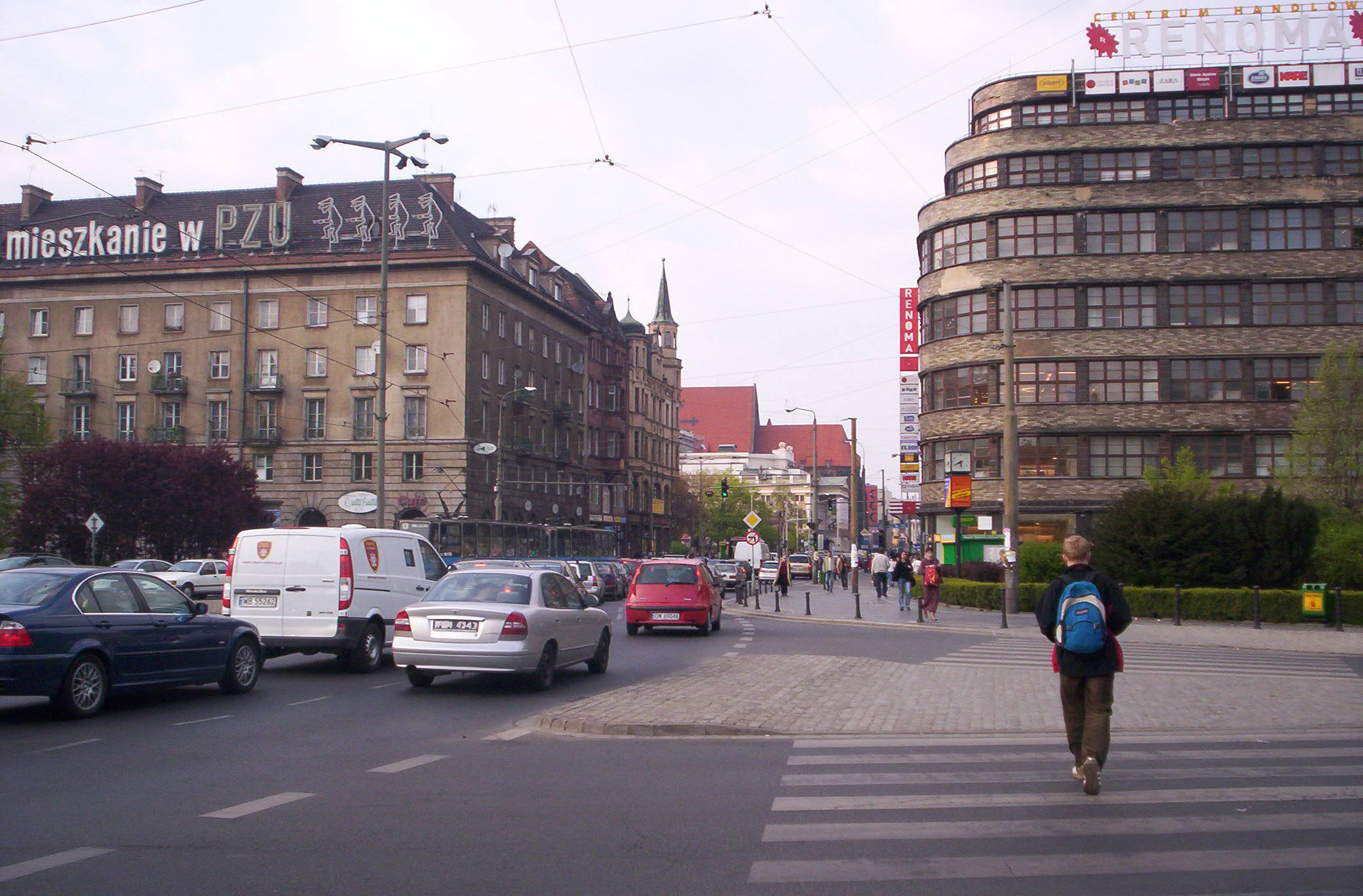

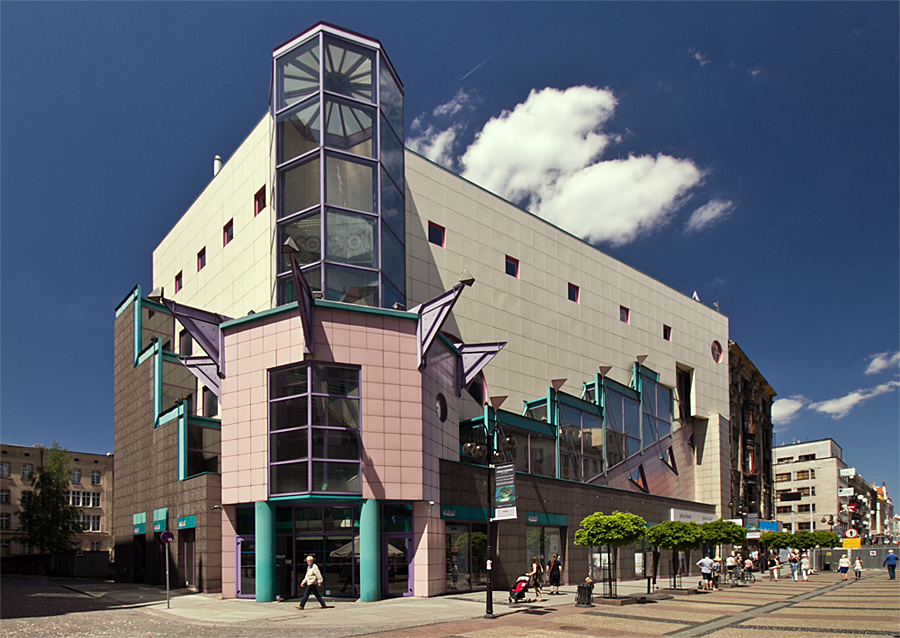
索尔波尔百货公司I店

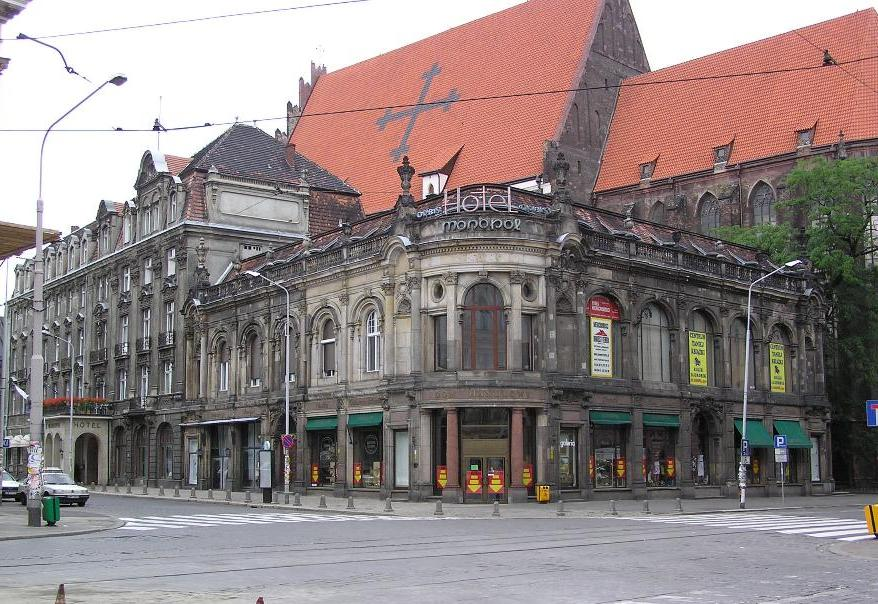
莫诺普尔酒店

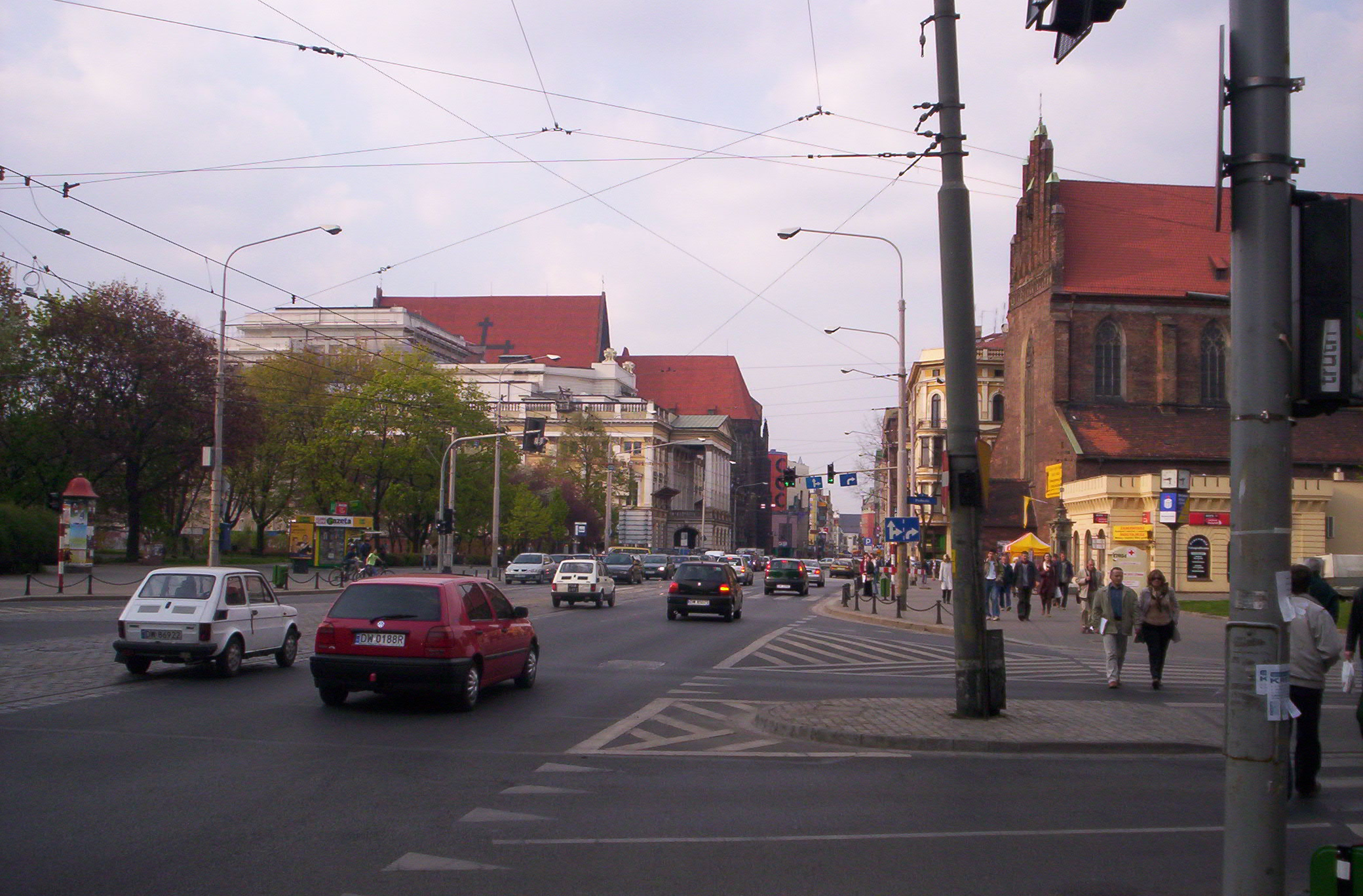
希维德尼察街与波德瓦勒街路口

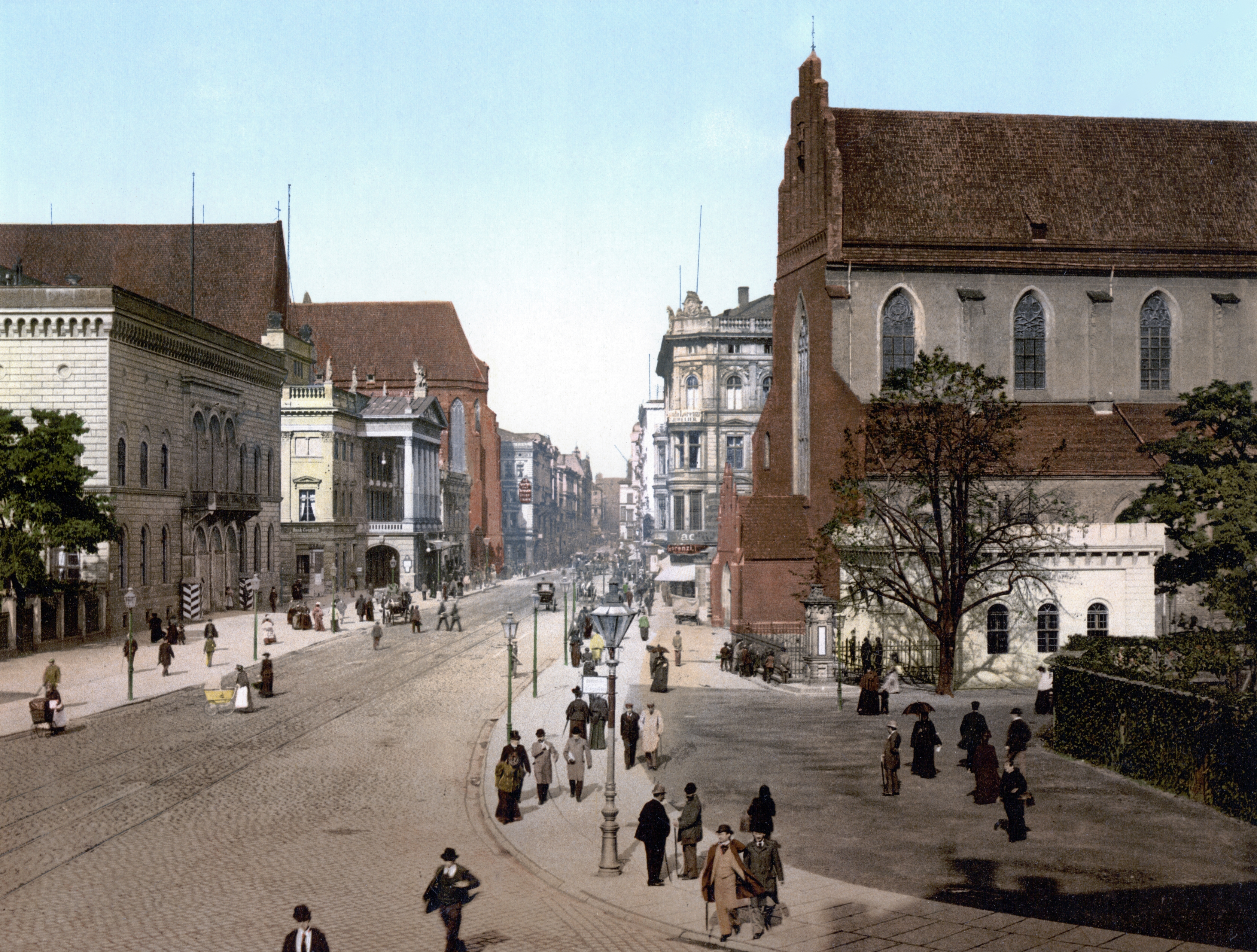
19世纪末的同一个地方

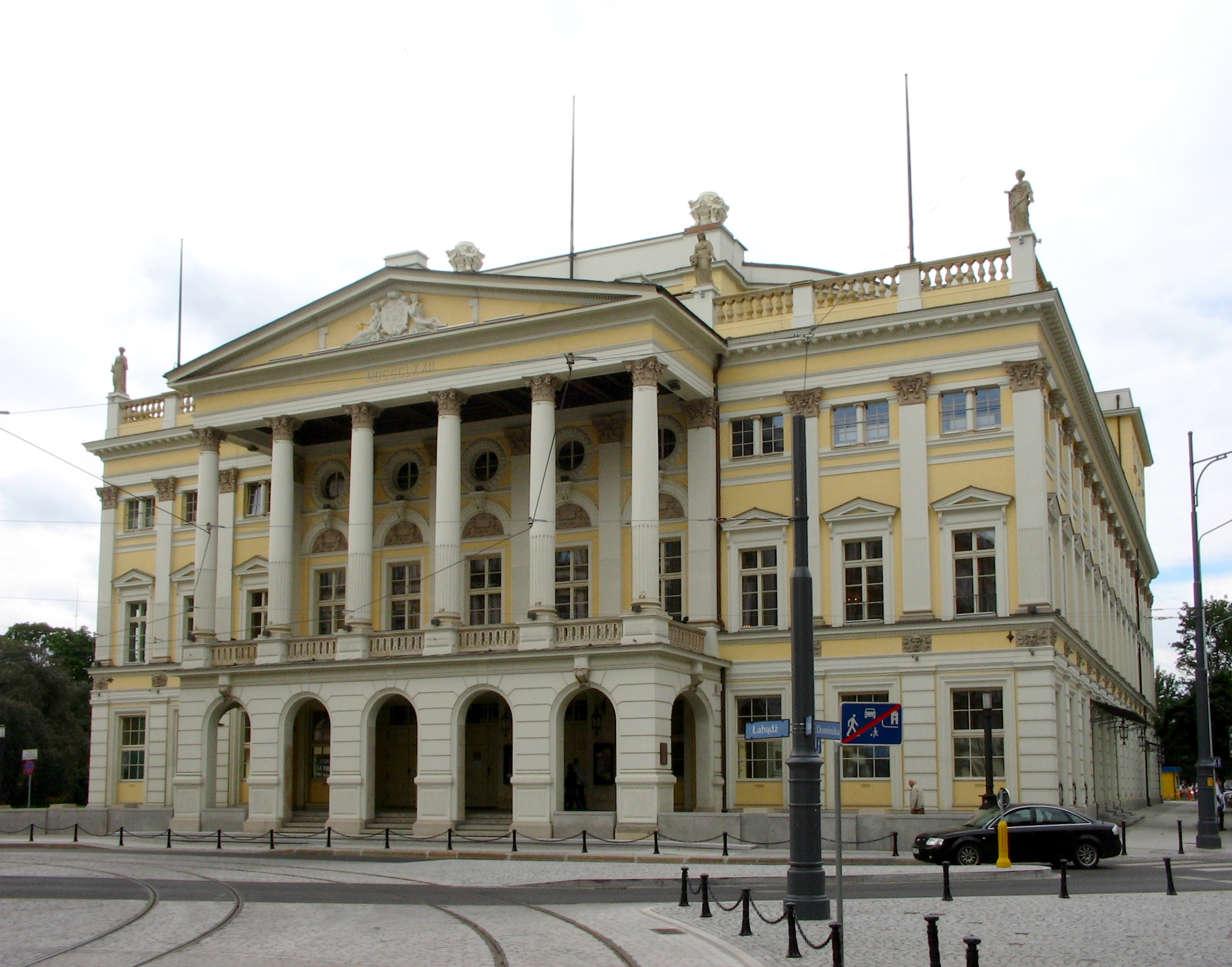
弗罗茨瓦夫歌剧院

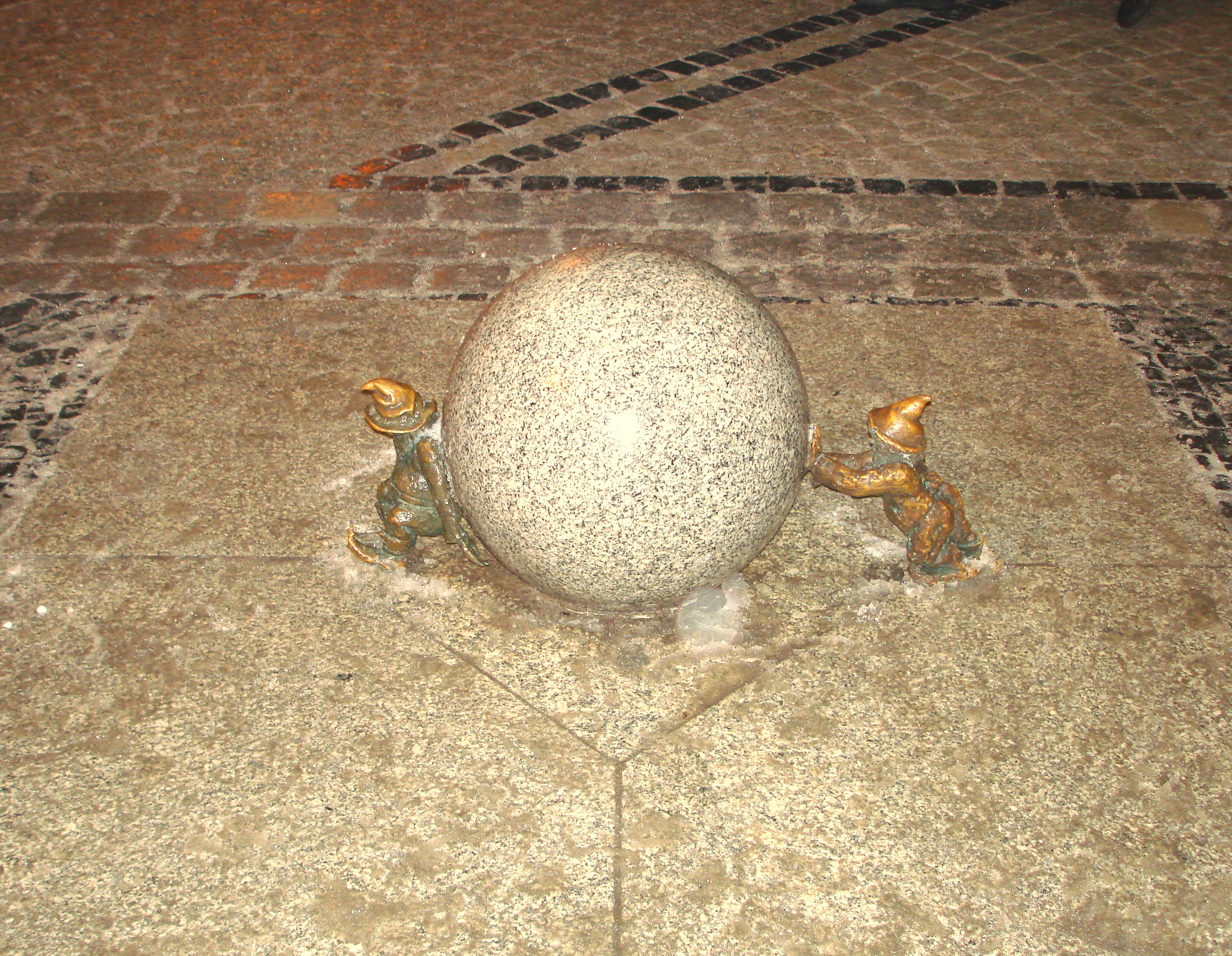
希维德尼察街上的小矮人

希维德尼察街（波蘭語：Ulica Świdnicka），原名施韦德尼茨街（德語：Schweidnitzer Straße）是波兰弗罗茨瓦夫的一条主要街道，从中央集市广场的东南角向南延伸，全长1050米。

## 历史
希維德尼察街興建于中世纪，是古城方格街道网的一部分。大约在1840年因其通往施韦德尼茨而被命名为施韦德尼茨街。第二次世界大战之前，它被认为是这座城市最优雅的街道，简称为“Schwo”。战争结束后，改名为希维德尼察街；不久之后，又命名为斯大林格勒街，1957年恢复原名。
这条街具有混合的城市、文化和商业特征，在独特的背景下有两座大型修道院教堂。街道的北段，从中央集市广场到戏剧广场（placu Teatralnego），被改造成步行街。这里曾是橙色运动发表政治演讲的地点，其北侧後來豎立一座矮人纪念碑作为纪念。

## 分段
希维德尼察街全长1050米，从历史和空间上看，該街可以分为三段：

### 北段
最古老的北段，从中央集市广场通往昔日的内城护城河和施韦德尼茨门。这一段在二战后拓宽，东侧的新建筑后退约20米。自1997年以来，被辟为步行街。
- 街道西侧的建筑物：
  - 5号：保罗•肖特兰德百货公司（Paul Schottländer），1897年，建筑师卡尔•格罗斯。
  - 8号：威廉•尼特尔手工艺品百货公司（Wilhelm Knittel），现代主义建筑，1929年，建筑师马克斯•斯特拉斯堡。
  - 再往南有一家风格相似的百货公司，名为比尔绍夫斯基（Bielschowski），建于1930年。
- 在街道东侧，有除科尔诺夫外其他家族的宫殿。目前，整个东侧都是建筑师弗拉基米尔•切雷霍夫斯基、安娜•塔尔瑙夫斯基、杰兹•塔尔瑙夫斯基和理查德•纳图谢维奇的作品，带有倾斜的屋顶和突出的山墙。

### 中段
中段从原来的内施韦德尼茨门延伸到施韦德尼茨门和护城河，该区域在1261年纳入城内。2004年，步行街扩展到中段的一部分。在戏剧广场以南，这条街可以通行汽车，还有有轨电车轨道。
- 西侧有：
  - 17-19号：格斯特尔百货公司（M. Gerstel），新艺术运动风格，建于1905-1912年
  - 21 号：索尔波尔百货公司I店（Dom towarowy Solpol），1993年，后现代主义建筑。
  - 圣女多罗德堂（kościół św. Stanisława, św. Doroty i św. Wacława）-哥特式
  - 33号：莫诺普尔酒店（Hotel Monopol），新巴洛克式，建于1891-1892，1899年，建筑师卡尔•格罗斯
  - 弗罗茨瓦夫歌剧院，古典主义建筑，建于1841年
  - 弗罗茨瓦夫斯大林主义受害者纪念碑（Pomnik Ofiar Stalinizmu we Wrocławiu）
- 东边：
  - 18-20 号：索尔波尔百货公司II店，在索尔波尔百货公司I店对面，1996年，后现代主义建筑
  - 28号：波兰剧院（Teatr Polski）[2]
  - 原朱丽莎•肖特兰德拉百货公司（Dom towarowy Juliusa Schottländera），位于戏剧广场交叉口的东北角，建于1910年，采用钢筋混凝土结构，建筑师理查德和保罗•埃利希
  - 萨克苏公寓（Kamienica Sachsów）
  - 基督圣体堂 –哥特式
  - 警卫室，新文艺复兴风格，1840 年代重建
  - 波列斯瓦夫一世纪念碑，2007年。此前广场上是抽象雕塑，1945年之前，则是克里斯蒂安•贝伦斯巨大的 威廉一世骑马雕像。

### 南段
从护城河和波德瓦勒街（ulica Podwale）向外到铁路立交桥的交叉口，最初称为新施韦德尼茨街（Neue Schweidnitzer Straße），战后称为亚历山大·弗雷德罗街。这一段始建于19世纪，在防御工事被毁之后。
希维德尼察街南段的主要特征，是塔德乌什·柯斯丘什科广场（plac Tadeusza Kościuszki），原名陶恩钦广场（德语Tauentzienplatz），是1807年拆除防御工事后形成，广场边长 150米，在四面的中间有四条街道，是基于法国古典主义建筑的模式。希维德尼察街与塔德乌什·柯斯丘什科街（原名陶恩钦街）垂直相交。直到二战结束，广场中央是普鲁士将军陶恩钦的纪念碑，早在广场建成之前的1795年就矗立于此。目前，广场以战斗团结工会 命名。
街道的南段有以下重要建筑物：
- 40 号，雷诺玛（Renoma），原韦特海姆百货公司（Dom towarowy Wertheim），现代主义风格。
- 柯斯丘什科住宅区（Kościuszkowska Dzielnica Mieszkaniowa），社会主义现实主义风格，建于1954-1958年。
- 波德瓦勒百货公司（Dom Towarowy „Podwale” ），1908 年，目前希维德尼察街37号 / 波德瓦勒街37-38号